# Маринко Галич
Маринко Галич (словен. Marinko Galič, нар. 22 квітня 1970, Копер) — словенський футболіст, захисник.
Насамперед відомий виступами за клуб «Марибор», а також за національну збірну Словенії.
Триразовий чемпіон Словенії. Володар Кубка Словенії. 

## Клубна кар'єра
У дорослому футболі дебютував у 1991 році виступами за команду клубу «Копер», в якій провів два сезони, взявши участь у 75 матчах чемпіонату. 
Своєю грою за цю команду привернув увагу представників тренерського штабу клубу «Марибор», до складу якого приєднався у 1993 році. Відіграв за команду з Марибора наступні три сезони своєї ігрової кар'єри. Більшість часу, проведеного у складі «Марибора», був гравцем основного складу захисту команди.
Згодом з 1996 до 2005 року грав у складі команд клубів «Динамо» (Загреб), «Мура 05», «Марибор», «Рудар» (Веленє), «Копер», «Шаньдун Лунен» та «Аполлон».
Завершив професійну ігрову кар'єру у клубі «Інтерблок», за команду якого виступав протягом 2006—2007 років.

## Виступи за збірну
У 1994 році дебютував в офіційних матчах у складі національної збірної Словенії. Протягом кар'єри у національній команді, яка тривала 9 років, провів у формі головної команди країни 66 матчів.
У складі збірної був учасником чемпіонату Європи 2000 року у Бельгії та Нідерландах, чемпіонату світу 2002 року в Японії і Південній Кореї.

## Титули і досягнення
- Чемпіон Словенії (3):

«Марибор»:  1998–99, 1999–00, 2000–01
- Володар Кубка Словенії (1):

«Марибор»:  1993–94, 1998–99